# Judy Greer

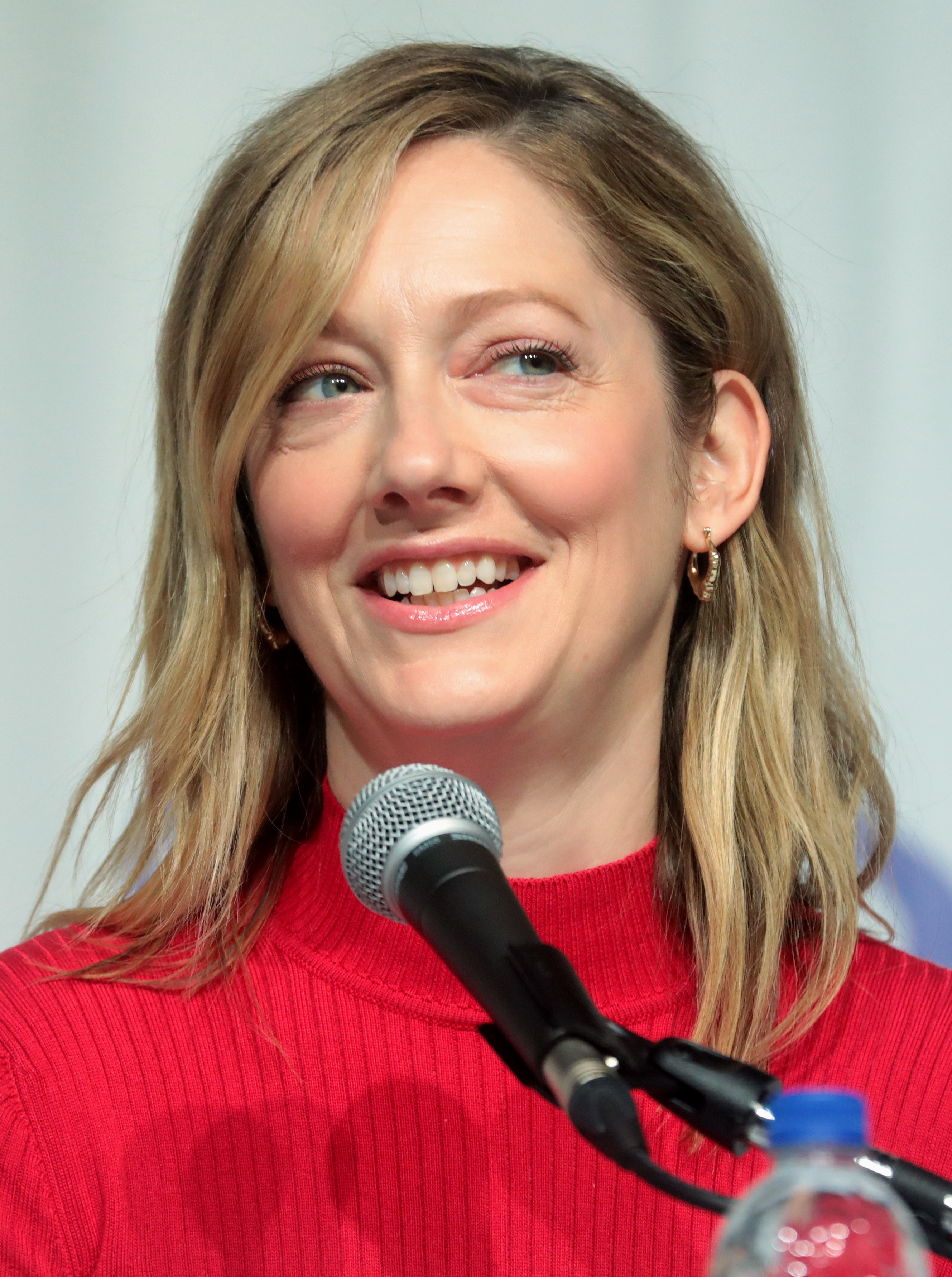
Judy Greer (2019)

Judy Greer (* 20. Juli 1975 in Detroit, Michigan, als Judith Therese Evans) ist eine US-amerikanische Schauspielerin.

## Karriere
Aufgrund von ähnlichen Namen anderer Schauspielerinnen (Judy Evans o. ä.) wählte Evans den Geburtsnamen ihrer Mutter, Greer, als Bühnennamen. Judy Greer studierte Schauspiel an der DePaul University in Chicago, die sie 1997 abschloss. Bereits drei Tage danach wurde sie für Zwei Männer, eine Frau und eine Hochzeit engagiert und zog nach Los Angeles. Danach spielte sie in vielen Filmen, unter anderem in Wedding Planner – Verliebt, verlobt, verplant (2001), Adaption – Der Orchideen-Dieb (2002) und Elizabethtown (2005). 2004 wurde sie für ihre Rolle der Lucy Wyman in der Komödie 30 über Nacht für den Teen Choice Award nominiert. In der erfolgreichen Chuck-Lorre-Sitcom Two and a Half Men spielte Greer in zwei Folgen der vierten Staffel 2007 Myra Lang, die Schwester von Herb Melnick, die eine kurze Affäre mit Charlie Harper hatte.
In der FX-Zeichentrickserie Archer spricht Greer seit 2009 in der Originalversion die Cheryl Tunt. In der ebenfalls von Lorre geschaffenen Serie The Big Bang Theory spielte Greer 2010 Sheldons Brieffreundin Dr. Elizabeth Plimpton. 2011 war sie in der Sitcom Mad Love in der Hauptrolle der Connie Grabowski neben Sarah Chalke und Jason Biggs zu sehen, die Serie hatte lediglich 13 Folgen.
Für die neunte Staffel von Two and a Half Men wurde Greer 2011 als wiederkehrender Gaststar erneut verpflichtet. Dieses Mal übernahm sie die Rolle Bridget Schmidt, der Noch-Ehefrau der neuen Hauptfigur Walden Schmidt.
Ihr Schaffen umfasst mehr als 100 Film- und Fernsehproduktionen.
2017 wurde sie in die Academy of Motion Picture Arts and Sciences (AMPAS) aufgenommen, die jährlich die Oscars vergibt.

## Persönliches
Im Dezember 2011 heiratete Greer den Produzenten Dean Johnson, mit dem sie seit 2010 zusammen ist.

## Filmografie (Auswahl)
- 1997: Allein gegen die Zukunft (Early Edition, Fernsehserie, Folge 2x06 Angels and Devils)
- 1998: Zwei Männer, eine Frau und eine Hochzeit (Kissing a Fool)
- 1999: Der zuckersüße Tod (Jawbreaker)
- 1999: Three Kings – Es ist schön König zu sein (Three Kings)
- 1999: Desperate But Not Serious
- 2000: The Specials
- 2000: Was Frauen wollen (What Women Want)
- 2001: Wedding Planner – Verliebt, verlobt, verplant (The Wedding Planner)
- 2002: Adaption – Der Orchideen-Dieb (Adaptation.)
- 2003: The Hebrew Hammer
- 2003–2005, seit 2013: Arrested Development (Fernsehserie, 11 Folgen)
- 2004: 30 über Nacht (13 Going on 30)
- 2004: The Village – Das Dorf (The Village)
- 2004: CSI: Miami (Fernsehserie, Folge 3x12 Shootout)
- 2005: Verflucht (Cursed)
- 2005: Elizabethtown
- 2005: Dirty Movie (The Moguls, The Amateurs)
- 2006: My Name Is Earl (Fernsehserie, Folge 2x03 Sticks & Stones)
- 2006: The TV Set
- 2006: American Dreamz – Alles nur Show (American Dreamz)
- 2007: The Grand
- 2007–2011: It’s Always Sunny in Philadelphia (Fernsehserie, 2 Folgen)
- 2007–2008, 2011–2012: Californication (Fernsehserie, 4 Folgen)
- 2007, 2011–2015: Two and a Half Men (Fernsehserie, 13 Folgen)
- 2008: Visioneers – Wer wird denn gleich in die Luft gehen (Visioneers)
- 2008: 27 Dresses
- 2009: Dr. House (House, Fernsehserie, Folge 5x18 Here Kitty)
- 2009: Emergency Room – Die Notaufnahme (ER, Fernsehserie, Folge 15x17 T-Minus-6)
- 2009: Love Happens
- 2009–2023: Archer (Fernsehserie, Stimme)
- 2010: Barry Munday
- 2010: The Big Bang Theory (Fernsehserie, Folge 3x21 The Plimpton Stimulation)
- 2010: How I Met Your Mother (Fernsehserie, Folge 5x23 The Wedding Bride)
- 2010: Marmaduke
- 2010: Love and other Drugs – Nebenwirkung inklusive (Love and Other Drugs)
- 2010: Henry & Julie – Der Gangster und die Diva (Henry & Julie)
- 2010: Modern Family (Fernsehserie, 1x17 Truth be told)
- 2011: Mad Love (Fernsehserie, 13 Folgen)
- 2011: The Descendants – Familie und andere Angelegenheiten (The Descendants)
- 2011: Jeff, der noch zu Hause lebt (Jeff, Who Lives at Home)
- 2012: Royal Pains (Fernsehserie, Folge 4x05 You Give Love a Bad Name)
- 2012: Kiss the Coach (Playing for Keeps)
- 2013: Carrie
- 2014: Planet der Affen: Revolution (Dawn of the Planet of the Apes)
- 2014: Jamie Marks Is Dead
- 2014: #Zeitgeist (Men, Women & Children)
- 2014–2015: Married (Fernsehserie, 23 Folgen)
- 2015: A World Beyond (Tomorrowland)
- 2015: Jurassic World
- 2015: Ant-Man
- 2015–2016: Masters of Sex (Fernsehserie, 2 Folgen)
- 2015: Mom (Fernsehserie, Folge 3x03 Mozzarella Sticks and a Gay Piano Bar)
- 2015: Grandma
- 2017: Casual (Fernsehserie, 8 Folgen)
- 2017: Lemon
- 2017: Wilson – Der Weltverbesserer (Wilson)
- 2017: Planet der Affen: Survival (War for the Planet of the Apes)
- 2017: Unsere Seelen bei Nacht (Our Souls at Night)
- 2017: Easy (Fernsehserie, Folge 2x06 Prodigal Daughter)
- 2017: Room 104 (Fernsehserie, Folge 2x03 Swipe Right)
- 2018: 15:17 to Paris
- 2018: Ant-Man and the Wasp
- 2018: Halloween
- 2018: Measure of a Man
- 2018: Driven
- 2018–2020: Kidding (Fernsehserie, 20 Folgen)
- 2019: Buffaloed
- 2019: Bernadette (Where’d You Go, Bernadette)
- 2019: Chaos auf der Feuerwache (Playing with Fire)
- 2020: Uncle Frank
- 2020: Valley Girl
- 2021: America: The Motion Picture (Stimme)
- 2021: Halloween Kills
- 2021: Lady of the Manor
- 2022: Three Months
- 2022: Hollywood Stargirl
- 2022: Reboot (Fernsehserie, 8 Folgen)
- 2023: Guardians of the Galaxy Vol. 3
- 2023: Gringa
- 2023: Eric LaRue
- 2023: Aporia
- 2023: White House Plumbers (Miniserie, 4 Folgen)
- 2024: The Best Christmas Pageant Ever
- 2025: Stick (Fernsehserie)
- 2025: The Dead of Winter

## Auszeichnungen und Nominierungen
- 2004: Teen-Choice-Award-Nominierung in der Kategorie „Choice Movie Sleazebag“ für 30 über Nacht
- 2011: 2. Platz bei den SEFCA Awards in der Kategorie „Best Ensemble“ für The Descendants – Familie und andere Angelegenheiten (geteilt mit Beau Bridges, Shailene Woodley, Matthew Lillard, George Clooney und Robert Forster)
- 2011: Satellite-Award-Nominierung in der Kategorie „Beste Nebenrolle“ für The Descendants – Familie und andere Angelegenheiten
- 2011: Gotham-Award-Nominierung in der Kategorie „Bestes Schauspielensemble“ für The Descendants – Familie und andere Angelegenheiten (geteilt mit George Clooney, Shailene Woodley, Beau Bridges u. a.)
- 2012: Screen-Actors-Guild-Award-Nominierung in der Kategorie „Bestes Schauspielensemble“ für The Descendants – Familie und andere Angelegenheiten (geteilt mit Beau Bridges, George Clooney u. a.)
- 2012: 2. Platz bei den COFCA Awards in der Kategorie „Best Ensemble“ für The Descendants – Familie und andere Angelegenheiten (geteilt mit George Clooney, Shailene Woodley u. a.)
- 2012: Critics’-Choice-Movie-Award-Nominierung in der Kategorie „Bestes Schauspielensemble“ für The Descendants – Familie und andere Angelegenheiten (geteilt mit George Clooney, Shailene Woodley u. a.)
- 2012: Annie-Award-Nominierung in der Kategorie „Voice Acting in a Television Production“ für Archer.